# 1303
1303 (MCCCIII) fue un año común comenzado en martes del calendario juliano.

## Acontecimientos
- 15 de mayo: Alonso Pérez de Guzmán funda la localidad española de Chiclana de la Frontera.
- 8 de agosto: Un terremoto de 8,0 sacude la isla de Creta generando un tsunami que deja miles de muertos y destruye el faro de Alejandría.
- 25 de septiembre: Un violento terremoto de 7,6 sacude Shanxi en China, dejando un saldo de entre 270.000 muertos. (ver Terremotos anteriores al siglo XX).
- En Italia, el papa Bonifacio VIII es capturado y forzado a abdicar, lo sucede Benedicto XI.

## Nacimientos
- Nace Brígida Birgersdotter, conocida como Santa Brígida, santa patrona de Suecia y copatrona de Europa.

## Fallecimientos
- 11 de octubre: Bonifacio VIII, papa entre 1294 y 1303.
- 8 de agosto: Enrique de Castilla el Senador. Infante de Castilla e hijo de Fernando III de Castilla y de la reina Beatriz de Suabia.
- Juan Fernández Cabellos de Oro, nieto del rey Alfonso IX de León.